# Jill Valentine
Jill Valentine (jap. ジル・バレンタイン) je izmišljeni lik iz serijala horor videoigara Resident Evil. Naširoko je cijenjena kao jedna od najatraktivnijih žena u videoigrama, te je stekla veliku popularnost dobivši vrlo povoljne kritike.
Jill je debitirala 1996. kao jedan od protagonista izvorne Resident Evil igre, u kojoj je ona član američkih specijalnih policijskih snaga STARS zarobljenih u tajanstvenom ljetnikovcu.
Pojavljuje se kasnije u igrama Resident Evil 3: Nemesis, Resident Evil: The Umbrella Chronicles, Resident Evil 5 i Resident Evil: Revelations. U RE 3, Jill bježi iz grada prenapučenog zombijima i bježi od Nemesisa, opasnog mutiranog zombija. U RE Revelations, poslana je u potragu za Chrisom Redfieldom, njezinim bivšim partnerom. Ubrzo biva zarobljena pa ju Chris spašava. Nakon nekoliko mjeseci, biva smatrana poginulom u akciji, ali ju je u stvari zarobio Albert Wesker i kontrolirao joj um. Spašava ju (opet) Chris. Također se pojavljuje i u igri Marvel vs. Capcom 2.
Prvu filmsku verziju Jill portretirala je Sienna Guillory. Pojavljuje se kao protagonist u Resident Evil: Apocalypse, nakratko se pojavljuje na kraju filma Resident Evil: Afterlife, te kao glavni antagonist u filmu Resident Evil: Retribution. U Resident Evil remakeu iz 2021. glumi ju Hannah John-Kamen.